# Marquard & Bahls
Marquard & Bahls ist eine Holdinggesellschaft im Energie- und Chemiesektor mit Sitz in Hamburg. Zum Hauptgeschäft gehören Tanklagerlogistik, Handel und Flugzeugbetankung. Marquard & Bahls wurde 1947 gegründet und ist seit 1992 eine handelsrechtliche Aktiengesellschaft. Die Gruppe ist in über 30 Ländern weltweit vertreten. Im Jahr 2022 erwirtschaftete das Unternehmen einen Umsatz von 14,5 Milliarden Euro und beschäftigte 2.784 Mitarbeiter.

## Geschichte

### 1940er bis 1960er Jahre
Die Firma Marquard & Bahls wurde 1947 von Theodor Weisser gegründet, der einen Firmenmantel der gleichnamigen Getreidefirma erwarb, die von Franz von Marquard und Otto Bahls 1913 gegründet worden war. Eine Neugründung war Weisser nicht möglich, da die britische Besatzungsmacht keine Unternehmensneugründungen im Energiesektor erlaubte.
Weisser nahm den Handel mit Heizöl und Schmierstoffen auf und baute die Geschäftsaktivitäten in den folgenden Jahren schrittweise aus. Mitte der 1950er Jahre stieg das Unternehmen auch in die Tanklagerung ein. In den 1960er Jahren wurden insbesondere die Auslandsaktivitäten ausgebaut. Dabei übernahm die Handelstochter Mabanaft eine wichtige Rolle bei der Entstehung des Rotterdamer Spotmarktes.

### 1970er bis 1990er Jahre
Im Jahr 1971 übernahm Weissers erstgeborener Sohn Hans die Geschäftsleitung. Im folgenden Jahr wurden die zu gehörenden Tanklager in der Tochtergesellschaft Oiltanking zusammengefasst, womit der Aufbau eines unabhängigen Tanklagerdienstleisters begann.
Nachdem Marquard & Bahls im Oktober 1974 25 Prozent der Stumm-Anteile von einem Aktionärspool aus Familienmitgliedern und Anteilen der Otto-Wolff-Gruppe erworben hatte, übernahm das Unternehmen 1977 alle Aktien der Stumm AG. Das Hamburger Unternehmen wandelte die Aktiengesellschaft in eine GmbH zurück und fungierte als Holding.
Im Januar 1987 firmierte diese Stumm GmbH um in Marquard & Bahls GmbH. In den 1990er Jahren wurde erneut eine eigene Tankstellenorganisation aufgebaut, die heute unter der Marke OIL! firmiert. Darüber hinaus gab es seit den 1980er Jahren Aktivitäten im Heizöl-Endverbrauchergeschäft, die 1996 unter dem Dach der Petronord gebündelt wurden. 
1999 stieg Marquard & Bahls in die Flugzeugbetankung ein, als das Unternehmen einen 50-Prozent-Anteil am Münchener Unternehmen Skytanking erwarb, der später auf 100 Prozent aufgestockt wurde.

### 2000er und 2010er Jahre
Seit 2002 betätigt sich Marquard & Bahls auch im Bereich der erneuerbaren Energien und investierte in ein Holzheizkraftwerk und ein damit verbundenes Holzlogistikzentrum. Als Nebenprodukt der Anlage wurden Holzpellets produziert, die von GEE Energy, einer Tochtergesellschaft von Marquard & Bahls, vermarktet wurden.
Zu den Aktivitäten im Bereich der erneuerbaren Energien zählte neben dem bis zum Jahr 2018 bei Mabanaft angesiedelten Handel mit Biokraftstoffen auch Biogas. Die Tochtergesellschaft Mabagas realisierte von Ende 2008 bis 2018 Biogasprojekte auf Basis von organischen Reststoffen. Die im indischen Namakkal betriebene Biogasanlage wurde 2019 bei Indian Oiltanking eingegliedert und firmiert seither als IOT Biogas Private Limited.
2008 und 2011 erwarb Marquard & Bahls über Oiltanking Anteile an Gesellschaften von Newsco. 2014 erreichte Marquard & Bahls mit weiteren Beteiligungen die Mehrheit an diesem Unternehmen. Im März 2017 wurden alle Anteile an Newsco International Energy Services verkauft.
Im Mai 2012 erwarb Oiltanking in den USA United Bulk Terminals. Seit Ende 2014 war dieser Geschäftsbereich direkt unter Marquard & Bahls angesiedelt, bis United Bulk Terminals im September 2019 verkauft wurde. Im August 2019 veräußerte Marquard & Bahls zudem ihre Beteiligung an Natgas, Potsdam, an den bisherigen Mitgesellschafter Friedrich Scharr KG, Stuttgart. Um weiter in den Bereich der erneuerbaren Energien und der Chemie zu expandieren, investierte Marquard & Bahls im Dezember 2019 in das norwegische Unternehmen Nordic Blue Crude.

### 2020er Jahre
Im Mai 2021 wurde eine Investition in das Schweizer Unternehmen Brusa ICS getätigt. Ende 2021 unterzeichnete Marquard & Bahls einen Vertrag mit PrimeFlight Aviation Services, Inc. über den Verkauf ihres Tochterunternehmens Skytanking Holding GmbH. Diese Entscheidung erfolgte im Zuge der Corona-Krise, die die Luftfahrtindustrie in ihre bisher schwerste Krise stürzte. Der Kaufpreis setzte sich aus Barmitteln und Aktien von PrimeFlight zusammen. Damit hält Marquard & Bahls eine Minderheitsbeteiligung an PrimeFlight und ist weiterhin indirekt an Skytanking beteiligt. Im Februar 2022 erwarb Marquard & Bahls weitere Anteile an der Brusa ICS.
Im Februar 2022 wurden Oiltanking und Mabanaft zum Ziel von Cyberattacken. Die Angriffe zogen sich über mehrere Wochen und lösten staatsanwaltliche Ermittlungen zum Straftatbestand der Erpressung aus.

## Geschäftsfelder
Marquard & Bahls ist als Holdinggesellschaft organisiert und über ihre Tochtergesellschaften in mehreren Geschäftsbereichen tätig:

### Oiltanking
Oiltanking ist einer der größten unabhängigen Tanklagerbetreiber für Mineralölprodukte, Chemikalien und Gase weltweit. Zu den Kunden zählen private und staatliche Mineralölgesellschaften, Raffinerien, petrochemische Unternehmen sowie Händler von Mineralölprodukten und Chemikalien.
Im Mai 2022 wurde mit Advario eine neue Tochtergesellschaft von Oiltanking gegründet. Mit Hauptsitz in Rotterdam betreibt Advario 13 Tanklager in Europa, China, Singapur, im Nahen Osten und in den Vereinigten Staaten. Das Unternehmen besitzt und betreibt 45 Tanklager in 20 Ländern mit einer Gesamtkapazität von 18,5 Millionen Kubikmetern (Stand: Mai 2022). Der Gesamtumschlag aller Tanklager lag 2019 bei rund 155 Millionen Tonnen. Advario ist aktiv in den Bereichen Petrochemie, Gase und erneuerbare Energien, wobei der Schwerpunkt auf nachhaltigen Prozessen liegt, und plant, bis 2040 einen Netto-Nullbetrieb zu erreichen.

### MB Energy
MB Energy ist die Handelsabteilung von Marquard & Bahls. Sie ist im regionalen Handel und Großhandel mit Mineralölprodukten tätig. Darüber hinaus ist das Unternehmen im Bunker-, Tankstellen- und Heizöl-Einzelhandel sowie im Handel mit Flüssiggas und Biokraftstoffen tätig. Die Gruppe besteht aus mehr als 100 Unternehmen und hat ein jährliches Absatzvolumen von rund 12 Millionen Tonnen (Stand: 2024).
Die Anteile an den OIL! Tankstellen mit mehr als 340 Tankstellen hat Mabanaft 2023 an die britische Prax Group verkauft. Die im Oktober angekündigte Transaktion wurde Anfang Dezember 2023 abgeschlossen.

### Weitere Beteiligungen
Seit November 2020 hält Marquard & Bahls eine Minderheitsbeteiligung an Superior Plus. Dieses Unternehmen ist ein Verteiler und Vermarkter von Energie mit Schwerpunkt auf Propan und Destillaten sowie damit verbundenen Produkten und Dienstleistungen. Es beliefert nahezu 1 Million Kunden in den Vereinigten Staaten und Kanada. Das Energievertriebsgeschäft umfasst drei Bereiche: Vertrieb und Einzelhandelsvermarktung von Produkten und Dienstleistungen im Zusammenhang mit Propan, Vertrieb von Flüssigbrennstoffen, einschließlich Heizöl und Propangas sowie Großhandelsvermarktungsdienste für Erdgasflüssigkeiten. Das Unternehmen ist an der kanadischen Toronto Stock Exchange (TSX) notiert.
Darüber hinaus bestehen Beteiligungen an weiteren Unternehmen, die im Energiesektor tätig sind: PrimeFlight (Luftfahrtdienstleistungen) und Enterprise Products Partners (Energiedienstleistungen beim Ferntransport und bei der Aufbereitung (Midstream)).
Außerdem hat Marquard & Bahls einen Fonds eingerichtet, der Investitionen in Start-up-Unternehmen im Bereich der Energiewende ermöglichen soll. Mitte 2022 umfasste er zwei Beteiligungen:
- Nordic Electrofuel[31] verfolgt das Ziel, Industrieanlagen zur Herstellung nachhaltiger Kraftstoffe zu errichten. Die erste Anlage soll im Industriepark Herøya in Porsgrunn in der Nähe von Oslo entstehen. Dort sollen kohlenstoffneutrale synthetische Kraftstoffe und andere Produkte zum Ersatz fossiler Brennstoffe auf der Grundlage von Wasser, Kohlendioxid und erneuerbarer Energie hergestellt werden. Ein Schwerpunkt ist die Herstellung von nachhaltigem Flugkraftstoff.[43]

- Brusa ICS[44] ist ein Schweizer Unternehmen in der Elektrofahrzeug-Industrie. Es hat ein kabelloses Ladesystem für Elektrofahrzeuge entwickelt. Es ist das einzige seiner Art, das derzeit im Straßenverkehr im Einsatz ist (Stand: Sommer 2022).[30]

## Leitung und Aufsichtsrat
Christoph Witte ist seit dem 1. Juli 2022 Vorstandsvorsitzender der nicht an der Börse gelisteten Aktiengesellschaft. Hauptanteilseigner des Unternehmens ist die Familie Weisser. Hellmuth Weisser war von 2003 bis Februar 2017 Vorsitzender des Aufsichtsrats. Sein Nachfolger ist Daniel Weisser.